# Malvasia australiana
La malvasia australiana (Oxyura australis) és una espècie d'ocell de la família dels anàtids (Anatidae) que habita llacs i pantans amb densa vegetació emergent de l'oest i sud-est d'Austràlia i Tasmània.